# جاك إل. ريفز
جاك إل. ريفز (بالإنجليزية: Jack L. Rives)‏ هو ضابط أمريكي، ولد في 1952.